# José António Bargiela
José António, właśc. José António Prudêncio Conde Bargiela (ur. 29 października 1957 w Cascais  – zm. 2 czerwca 2005) – piłkarz portugalski grający na pozycji środkowego obrońcy.

## Kariera klubowa
Karierę piłkarską José António rozpoczął w klubie SL Benfica. W sezonie 1977/1978 zadebiutował w jego barwach w pierwszej lidze portugalskiej. W 1978 roku wywalczył z Benfiką wicemistrzostwo Portugalii, a sukces ten powtórzył w 1979 roku. Z kolei w 1980 roku zdobył Puchar Portugalii.
Latem 1980 José António przeszedł do G.D. Estoril-Praia. W 1981 roku awansował z nim z drugiej ligi do pierwszej. W Estoril grał przez trzy sezony. W 1983 roku został piłkarzem innego lizbońskiego zespołu, CF Os Belenenses. W 1986 roku wystąpił z nim w finale krajowego pucharu. Z kolei w 1988 roku zajął 3. miejsce w lidze, a rok później zdobył Puchar Portugalii. W Belenenses grał do 1991 roku i wtedy też zakończył karierę.
José António zmarł 2 czerwca 2005 roku.

## Kariera reprezentacyjna
W reprezentacji Portugalii José António zadebiutował w 1986 roku. W tym samym roku został powołany przez selekcjonera Joségo Augusto Torresa do kadry Portugalii na Mistrzostwa Świata w Meksyku, gdzie był rezerwowym i rozegrał jedno spotkanie, wygrane 1:0 z Anglią. Łącznie rozegrał w kadrze narodowej 6 spotkań.